# Walter Steiger
Pour les articles homonymes, voir Steiger.
Walter Steiger, né le 7 février 1942 à Genève (Suisse), est un créateur de chaussures de luxe commercialisant ses modèles sous sa marque, et travaillant également pour de nombreux stylistes comme Lagerfeld ou Chloé. 
Il ouvre sa première boutique à Paris rue de Tournon en 1974.
Ses boutiques sont notamment implantées à Londres, New York et Paris, ville dans laquelle il possède également une boutique de créations sur mesures (Steiger Bottier).